# Regiony v Itálii

italské regiony

Regiony v Itálii (v češtině též oblasti nebo kraje) představují státní rozdělení první úrovně. Jedná se o autonomní celky, přičemž 5 z nich má ústavně danou větší autonomii speciálním statutem. Regiony se dále dělí na provincie, metropolitní města, autonomní provincie (v případě Tridentska-Horní Adiže) a volná sdružení obcí (v případě Sicílie). V dubnu 2019 existovalo celkem 103 těchto územně-správních celků druhé úrovně.

## Přehled regionů
Pět autonomních regionů je vypsáno italikou.
| Region (český název)      | Region (italský název) | Hlavní město (český název) | Hlavní město (italský název) | Rozloha (km²) | Populace  |
| ------------------------- | ---------------------- | -------------------------- | ---------------------------- | ------------- | --------- |
| Abruzzo                   | Abruzzo                | L'Aquila                   | L'Aquila                     | 10 794        | 1 324 000 |
| Apulie                    | Puglia                 | Bari                       | Bari                         | 19 362        | 4 076 000 |
| Basilicata                | Basilicata             | Potenza                    | Potenza                      | 9 992         | 591 000   |
| Benátsko                  | Veneto                 | Benátky                    | Venezia                      | 18 391        | 4 832 000 |
| Emilia-Romagna            | Emilia-Romagna         | Boloň(a)                   | Bologna                      | 22 124        | 4 276 000 |
| Furlansko-Julské Benátsko | Friuli-Venezia Giulia  | Terst                      | Trieste                      | 7 855         | 1 222 000 |
| Kalábrie                  | Calabria               | Catanzaro                  | Catanzaro                    | 15 080        | 2 007 000 |
| Kampánie                  | Campania               | Neapol                     | Napoli                       | 13 595        | 5 811 000 |
| Lazio                     | Lazio                  | Řím                        | Roma                         | 17 207        | 5 561 000 |
| Ligurie                   | Liguria                | Janov                      | Genova                       | 5 421         | 1 610 000 |
| Lombardie                 | Lombardia              | Milán                      | Milano                       | 23 861        | 9 642 000 |
| Marche                    | Marche                 | Ancona                     | Ancona                       | 9 694         | 1 553 000 |
| Molise                    | Molise                 | Campobasso                 | Campobasso                   | 4 438         | 320 000   |
| Piemont                   | Piemonte               | Turín                      | Torino                       | 25 399        | 4 401 000 |
| Sardinie                  | Sardegna               | Cagliari                   | Cagliari                     | 24 090        | 1 666 000 |
| Sicílie                   | Sicilia                | Palermo                    | Palermo                      | 25 708        | 5 030 000 |
| Toskánsko                 | Toscana                | Florencie                  | Firenze                      | 22 997        | 3 677 000 |
| Tridentsko-Horní Adiže    | Trentino-Alto Adige    | Trident                    | Trento                       | 13 607        | 1 007 000 |
| Údolí Aosty               | Valle d'Aosta          | Aosta                      | Aosta                        | 3 263         | 126 000   |
| Umbrie                    | Umbria                 | Perugia                    | Perugia                      | 8 456         | 884 000   |

## Původ regionů
V období Italského království se Itálie na regiony, jakožto správní celky nečlenila a dělila se jen na provincie a obce; formálně však regiony existovaly pod italským označením Compartimento, jakožto výlučně statistické územní jednotky, jež vytvořil Pietro Maestri. Řada z nich navazuje na tradiční celky (např. Toskánsko, či Ligurie). Na území bývalého Království obojí Sicílie byla jako region převzata Basilicata (jež byla správním celkem od středověku až do sjednocení Itálie), ostatní regiony vznikly spojením vícero bývalých regionů Království obojí Sicílie.